# 社会主義革新運動
社会主義革新運動（しゃかいしゅぎかくしんうんどう）は、1961年の日本共産党第8回大会を前にして、宮本顕治らの官僚統制に反発して離党せざるを得なかった春日庄次郎・内藤知周らの構造改革派らによって結成された組織。略称「社革新」（しゃかくしん）。
社会主義革新運動は、日本共産党からの離党声明のなかで日本共産党の不正常な状況により「一時離党」するものとし、「日本共産党万歳！」と述べた。しかし日本共産党の側は、彼らの離党を認めず除名処分とした。
社会主義革新運動は、日本共産党の4.17ゼネスト問題や、中国共産党寄り路線を厳しく批判したが、その後、統一社会主義同盟（統社同、現在のフロント（社会主義同盟）の前身）が分裂し組織に残った人々は共産主義労働者党（共労党）を結成することになった。当時の機関紙名は『平和と社会主義』。